# La embajada
La embajada es una serie de televisión española, producida por Atresmedia en colaboración con Bambú Producciones para su emisión en Antena 3. Está protagonizada por Belén Rueda, Abel Folk, Raúl Arévalo, Maxi Iglesias, Amaia Salamanca, entre otros. Se grabó inicialmente una primera temporada de 11 capítulos, cuyo estreno fue el 25 de abril de 2016.
Debido a la constante y gran pérdida de audiencia semana tras semana, Antena 3 decidió no renovar la serie por más temporadas.

## Argumento
Luis Salinas (Abel Folk) toma posesión como embajador de España en Tailandia y una vez instalado con su familia a Bangkok pretende acabar con la corrupción. Sin embargo, deberá superar también problemas personales: Su esposa, Claudia Cernuda (Belén Rueda) inicia una relación sentimental con el secretario de la embajada, el joven Carlos Guillén (Chino Darín) y su hija Ester (Úrsula Corberó) también se acerca a Roberto (Maxi Iglesias), hermano del antagonista Eduardo (Raúl Arévalo).

## Reparto

### Reparto principal
- Belén Rueda - Claudia Cernuda Sanramón
- Abel Folk - Luis Salinas
- Amaia Salamanca - Fátima
- Megan Montaner - Sara Domingo
- Chino Darín - Carlos Guillén
- Úrsula Corberó - Ester Salinas Cernuda
- Maxi Iglesias - Roberto Marañón Gil
- Pedro Alonso - Pablo Villar
- Carlos Bardem - Francisco "Paco" Cadenas
- Melani Olivares - Patricia Segura
- David Verdaguer - Javier Romero † (Episodio 1 - Episodio 10)
- Ana Gracia - Elena Ferrán
- Raúl Arévalo -Eduardo Marañón Gil

### Reparto secundario
- Pep Jové - Juez Corrales
- Maria Molins - María Teresa Pereda "Mayte"
- Paulina Gálvez - Verónica Galdós (Episodio 5; Episodio 7 - Episodio 11)
- Eric Bonicatto - Abogado Guillaume Pérez (Episodio 2; Episodio 8 - Episodio 11)
- Wenjun Gao - Khao (Episodio 2; Episodio 9)
- Sebastián Haro - Arturo Schultz Ruiz de Somavía (Episodio 9 - Episodio 10)
- Francisco Olmo - Juan Carlos Vargas (Episodio 2; Episodio 5 - Episodio 6; Episodio 8; Episodio 10 - Episodio 11)
- Andrey Finanta - Chan (Episodio 1 - Episodio 7; Episodio 10 - Episodio 11)
- Víctor Duplà - Jefe de agentes (Episodio 1; Episodio 10 - Episodio 11)
- Carlos Olalla - Lázaro (Episodio 5; Episodio 7; Episodio 10 - Episodio 11)
- Daniel Feu - Soldado Thai (Episodio 10)
- Víctor Mendoza - Ivars (Episodio 10)
- Miguel Ángel Jenner - Salvador (Episodio 7; Episodio 11)
- Cecilia Gessa - Lucía (Episodio 1; Episodio 4 - Episodio 5; Episodio 8; Episodio 11)
- Rosa Torres - Reportera (Episodio 11)
- Lorena López - Inspectora (Episodio 11)

con la colaboración especial de
- Tristán Ulloa - Bernardo Moraleda † (Episodio 1 - Episodio 6)
- Alicia Borrachero - Olga Ramiro (Episodio 1 - Episodio 6)

### Reparto episódico
- Ciro Miró - Julio Carretero (Episodio 1 - Episodio 4)
- Mario Plágaro - Daniel (Episodio 1; Episodio 3)
- Seetala Suwanpratest - Seetala
- Phayao Hernández - Kanda (Episodio 1 - Episodio 3; Episodio 6; Episodio 8)
- Thidarat Saichan - Malai (Episodio 1 - Episodio 4; Episodio 6 - Episodio 11)
- Eric David Montezon - Lawan (Episodio 1 - Episodio 4; Episodio 6 - Episodio 8; Episodio 10 - Episodio 11)
- Ángela Vega - Carmen Castillo (Episodio 2 - Episodio 3)
- Samuel Aranda - Secretario Audiencia Nacional (Episodio 3 - Episodio 11)
- Iván Viñas - Lucas Moraleda Ramiro (Episodio 3 - Episodio 5)
- Xuong Thanh Tran - Apitchapong (Episodio 3; Episodio 8)
- Maneerat Kumsuk - Pakpao (Episodio 3; Episodio 8 - Episodio 9)
- Gabriel Moreno - Federico (Episodio 4)
- Mario Tardón - Eugenio Sanchís (Episodio 5 - Episodio 8)
- Ricardo Moya - Pedro (Episodio 5)
- Mauricio Bautista - Tomás Garrido (Episodio 6 - Episodio 7)
- Antonio Reyes - Arjona (Episodio 6)
- Pawinee Komthong - Yada (Episodio 6; Episodio 8 - Episodio 10)
- Ariadna Manzanares - Ángela (Episodio 6)
- Nick Devlin - Richard Davidson (Episodio 7)

## Episodios y audiencias
| N.º (serie) | N.º (temp.) | Título                             | Director(es)            | Fecha de emisión    | Audiencia         |
| ----------- | ----------- | ---------------------------------- | ----------------------- | ------------------- | ----------------- |
| 1           | 1           | «La mano en el fuego»              | Carlos Sedes            | 25 de abril de 2016 | 4 034 000 (22,5%) |
| 2           | 2           | «Todo tiene un precio»             | Carlos Sedes            | 2 de mayo de 2016   | 3 243 000 (18,0%) |
| 3           | 3           | «Tolerancia cero»                  | Carlos Sedes            | 9 de mayo de 2016   | 3 030 000 (16,9%) |
| 4           | 4           | «Defina corrupción»                | Eduardo Chapero-Jackson | 16 de mayo de 2016  | 2 925 000 (16,2%) |
| 5           | 5           | «Dinero público»                   | Eduardo Chapero-Jackson | 23 de mayo de 2016  | 2 802 000 (15,4%) |
| 6           | 6           | «Diecisiete cuentas en el paraíso» | Carlos Sedes            | 30 de mayo de 2016  | 2 736 000 (16,0%) |
| 7           | 7           | «La filtración»                    | Eduardo Chapero-Jackson | 6 de junio de 2016  | 2 664 000 (15,1%) |
| 8           | 8           | «Lluvia de millones»               | Carlos Sedes            | 20 de junio de 2016 | 2 429 000 (14,5%) |
| 9           | 9           | «Todo está grabado»                | Eduardo Chapero-Jackson | 27 de junio de 2016 | 2 127 000 (13,6%) |
| 10          | 10          | «No lo recuerdo, señoría»          | Eduardo Chapero-Jackson | 4 de julio de 2016  | 2 006 000 (13,4%) |
| 11          | 11          | «Quid pro quo»                     | Carlos Sedes            | 11 de julio de 2016 | 2 038 000 (14,3%) |